# جون بكنغهام
جون بكنغهام (21 يناير 1903 في المملكة المتحدة - 25 يناير 1987 في المملكة المتحدة) (بالإنجليزية: John Buckingham)‏ هو لاعب كريكت بريطاني (وحمل سابقاً جنسية المملكة المتحدة لبريطانيا العظمى وأيرلندا). لعب مع نادي وارويكشاير للكريكيت ‏.